# プレーンズ
『プレーンズ』（Planes）は、2006年のアニメ映画『カーズ』および2011年の続編『カーズ2』の姉妹作品であり、『プレーンズ』のシリーズの1作目である。『カーズ』シリーズを製作したピクサー・アニメーション・スタジオは本作に関与しておらず、ディズニートゥーン・スタジオが手がけている。当初はビデオ映画となる予定であったが、ウォルト・ディズニー・ピクチャーズ配給で劇場公開されることとなった。2013年8月9日にディズニーデジタル3-DおよびRealD 3D形式で公開された。

## ストーリー
小さな町に暮らす農薬散布機のダスティには、いつか飛行機レースに参加するという夢があった。しかしその夢を叶えるには、2つの問題があった。1つは、ダスティがレース向けの飛行機ではない事。もう1つは、彼自身が高所恐怖症である事だった。それでもダスティはベテラン航空機スキッパーの力を借りながら、自らの夢を叶えるべく、勇気を持って大空へと挑む。

## 登場人物

### プロップウォッシュ・ジャンクションの住人
ダスティ・クロップホッパー（Dusty Crophopper）
- 代表国  アメリカ合衆国
- ゼッケン / 7

本作の主人公。レーサー飛行機に憧れる農薬散布用飛行機。モデルはエア・トラクター AT-502、セスナ 188、PZLミエレツ M-18 ドロマデルなど複数の機体のミックス。農場で農薬散布するばかりの毎日に飽き飽きしており、友人のチャグと共に密かにレース訓練をしていたところ世界一周レースの予選で繰り上げながら突破。歴戦の戦闘機と噂されたスキッパーに師事し、世界一周レースに出場する。しかし実は高所恐怖症であり、そのための低空弾丸飛行とアクロバット飛行を武器に勝ち進んでいく。
劇中では3度改修されており、序盤に登場するスタンダードタイプから、本レース序盤で下部農薬タンクが外され青いラインが入ったレーシングタイプ、後半海中に墜落してから主翼（T-33のもの）やプロペラを換装し大幅に修理されたスーパーチャージタイプ、ラストシーンでジョリー・レンチ隊仕様にリペイントされたジョリー・レンチ隊タイプが登場した。
第2作ではその後も輝かしい成績を収め有名になるが、減速ギアボックスの故障により最高速度を出すと墜落する危険があり、またギアボックスも交換部品がもうないという実質レーサー生命を絶たれてしまい、さらにダスティがその事でやけになった挙句、夜間飛行で着陸に失敗し空港で火災を起こしたことにより空港閉鎖の危機に合い、その責任も感じて消防士の資格を取ることを決意する。資格を取るためにピストン・ピーク国立公園レスキュー隊に訓練入隊するが、最高速度を出せないことを隠しまたそれまでのプライドもあってかたびたび命令を無視したスタンドプレイを行う。しかし大規模な山火事の中、ブレード・レンジャーの過去と覚悟を知り、墜落も辞さない決死の覚悟で救助を行ったダスティは見事ブレードに認められ資格を得、ついでにマルーによってギアボックスの修理もされた。
第2作では前作のターボタイプから、両翼の燃料タンクを外し下部にフローターを搭載した水上飛行機タイプがメインで、ラストでレスキュー隊仕様にリペイントされたファイアーファイタータイプが登場。
スキッパー・ライリー（Skipper Riley）
- 機体番号 / 7

片田舎プロップウォッシュ・ジャンクションで隠居をしていた、かつて海軍の飛行隊ジョリー・レンチ（モデルはジョリーロジャーズ）で輝かしい戦歴を残したと噂される伝説の飛行教官。モデルはF4U コルセア戦闘機。ダスティに飛行技術を叩き込む。しかし訓練飛行中に敵艦隊（大和型戦艦を含む日本海軍艦隊）との交戦で同行した訓練生達を失ったショックで以降飛ぶことができず、その語られた戦歴のほとんどは嘘であり、そのことを知ったダスティと溝を作ってしまう。終盤、再び飛ぶ事を決心しレース妨害をしようとしていたリップスリンガー達から守るためダスティに加勢する。
元々は『カーズトゥーン メーターの世界つくり話』の「飛行機メーター」に登場したキャラクター。
スパーキー（Sparky）
スキッパーの相棒のフォークリフト（牽引車）。スキッパーが現役時代から整備士として付き合いがあり、退役後も世話をしている。
『メーターの世界つくり話』では姿が異なるもののスキッパーの相棒として登場。ラストシーンでメーターが「飛行機の映画を作ればいいのに?」と語った際に「それ、すごくいいね」と同意している。
チャグ（Chug）
ダスティの親友である燃料トラック。レーサーの夢も笑わない唯一の理解者で、ダスティの練習も本を片手に手伝っていた。ダスティのグッズを作ったところ大盛況になり応援の為の渡航費用を捻出している。ダスティと共に数々のレース観戦資料を見ていたこともあり、リップスリンガーの癖を見抜きダスティの優勝に貢献する。
ドッティ（Dottie）
ダスティの整備をしているフォークリフト（牽引車）。ダスティのレーサーの夢については反対していたが、付き合いはよく巻き込まれる形であれ整備を手伝っている。腕は確かで墜落で損傷の激しかったダスティを一晩で修理もしている。
レッドボトム（Leadbottom）
ダスティと共に、日々肥料散布をしている複葉機。かなり酷い臭いを放つ肥料ビタミナマルチの臭いをこよなく愛す。

### 第1作目のみに登場

#### 世界一周レースのレーサー・関係者
リップスリンガー（Ripslinger）
- 代表国  アメリカ合衆国
- ゼッケン / 13

本作のディズニー・ヴィランズ。機体の色は前半身が緑、後半身が黒。世界一周レース史上初の4連覇を狙っている世界最強チャンピオン。二重反転プロペラを持つ。プライドが高く、農薬散布機でありながら人気上昇のダスティを妬み、数々の妨害行為を企てるが、カメラ写りを気にするため、ゴールはカメラ側に傾けるという癖を突かれ、逆転敗北する。
ネッド（Ned）、ゼット（Zed）
- 代表国  ニュージーランド（本編ではアメリカ代表）
- ゼッケン / 0（ネッド）、00（ゼット）

リップスリンガーの取り巻きである双子のレーサー。モデルは カシュート・スペシャル。前半身が緑色なのがネッド、白いのがゼット。妨害行為が得意で、太平洋横断中にダスティのGPSアンテナを破壊するなどリップスリンガーの指示で妨害する。
ケニー・ドゥーサン（Kenny Doosan）
リップスリンガーのチームのメカニックのフォークリフト。
エル・チュパカブラ（El Chupacabra）
- 代表国  メキシコ
- ゼッケン / 5

メキシコ代表で屋内レースチャンピオン。愛称は "エル・チュー"。モデルはジービー・モデルR。覆面レスラーのような覆面を着けた情熱屋で、レースにも恋にも熱い。ダスティとはレースを通じ友人となる。ロシェルに熱烈にアタックするも中々身を結ばなかったが、ダスティの手助けもあって両思いとなった。
リカルド（Ricardo）
エル・チュパカブラのチームのメカニックのフォークリフト。
イシャーニ（Ishani）
- 代表国  インド
- ゼッケン / 6

インド代表のアジアチャンピオン。モデルはBerkut 360やAeroCad エアロカナード、および震電。ダスティが一目惚れするほどの曲線美を持つレース機。リップスリンガーに買収され、タージ・マハルでデートに誘った際にヒマラヤ越えに線路沿いの飛行を勧め、ダスティを騙すがその後そのことを恥じ、ダスティの修理にも協力する。
リヤ（Riya）
イシャーニのチームのメカニックのフォークリフト。
ブルドッグ（Bulldog）
- 代表国  イギリス
- ゼッケン / 11

イギリス代表のベテランレーサー。モデルはデ・ハビランド DH.88 コメット。勝負の場は自分が全てであるという自身を持っていたが、オイル漏れのトラブルで視界不良となった時に自分のレースも顧みずに助けてくれたダスティに感謝する。
フォークスワース（Forksworth）
ブルドッグのチームのメカニックのフォークリフト。
ロシェル（Rochelle）
- 代表国  カナダ
- ゼッケン / 22

カナダ代表。一見おしとやかだが実は超絶技巧派。エル・チュパカブラに求婚されており、はじめはその気はなかったが仲が深まったあとは熱愛の仲になる。
ロシェルは北米版設定（字幕版）で、日本公開版（吹替版）では日本代表のサクラというオリジナル設定。他にも公開国によって名称やカラーリングのバリエーションがある。しかし、続編である『プレーンズ2/ファイヤー&レスキュー』では、日本版オリジナル設定が見られなくなっている。
バリエーション
-  カナダ - Rochelle（赤、ピンク、白）
-  日本 - サクラ（ピンク、白）
-  ブラジル - Carolina（白、青、緑と&黄の模様）
-  オーストラリア - Rochelle（白、赤&緑&黄色&黒の模様）
-  フランス - Rochelle - ピンク、白、マゼンタ）
-  ロシア - Таня（Tanya）（白、青、赤）
-  ドイツ - Heidi（白、黒&黄&赤模様）
-  イタリア - Azzurra（白、緑&赤模様）
-  中国 - 云燕飞 / 雲燕飛（Yún Yàn Fēi）（赤、白、ピンク）

アニー・ツイスト（Annie Twist）
ロシェルのチームのメカニックのフォークリフト。
ベジヒ（Vecihi）
- 代表国  トルコ
- ゼッケン / 1

トルコ代表のレーサー。機体の色は赤で白い星のマークが書かれている。
サミミ（Samimi）
ベジヒのチームのメカニックのフォークリフト。
アルトゥーロ（Arturo）
- 代表国  イタリア
- ゼッケン / 3

イタリア代表のレーサー。青い中柄な機体に、緑/白/赤のラインが書かれているのが特徴。ダスティが参加した予選を3位で突破し、本戦に勝ち進んだ。
リフティ・ルチアーノ（Lifty Luciano）
アルトゥーロのチームのメカニックのフォークリフト。
アントニオ（Antonio）
- 代表国  スペイン
- ゼッケン / 3

スペイン代表のレーサー。機体の色は黒で赤と黄色のラインが書かれている。ゼッケンがアルトゥーロと被っている。
サンチョ（Sancho）
アントニオのチームのメカニックのフォークリフト。
スン・ウィング（孫榮、Sun Wing）
- 代表国  中国
- ゼッケン / 8

中国代表のレーサー。複葉機で、機体の色は赤とオレンジで、龍の模様が書かれている。女性レーサー。モデルは ピッツ • スペシャル
マー・ダー・ツイ (Ma Dá Zui)
スン・ウィンのチームのメカニックのフォークリフト。
ジョーイ・ダンディー（Joey Dundee）
- 代表国  オーストラリア
- ゼッケン / 9

オーストラリア代表のレーサー。中柄な機体で、色はオレンジ/黒/赤。ダスティが参加した予選を4位で突破し、本戦に勝ち進んだ。
ウォーリー・ルー（Wally Roo）
ジョーイ・ダンディーのチームのメカニックのフォークリフト。
グンナル・ヴィーキング (Gunnar Viking)
- 代表国  スウェーデン
- ゼッケン / 12

スウェーデン出身のレーサー。機体の色は黄色と青。
ウルフバルト（Ulfberht）
グンナル・ヴィーキングのチームのメカニックのフォークリフト。

リトル・キング （Little King）
- 代表国  アイルランド
- ゼッケン / 14

アイルランド代表のレーサー。黄緑色の小柄な機体に白い四葉のクローバーが書かれているのが特徴。
ジャン・コワルスキ（Jan Kowalski）
- 代表国  ポーランド
- ゼッケン / 15

ポーランド代表のレーサー。上半分が緑、下半分が薄黄緑の小柄な機体に白と濃いピンクのチェッカー模様の翼が特徴。
ザルチク（Zarcik）
ジャン・コワルスキのチームのメカニックのフォークリフト。
ミゲル（Miguel）
- 代表国  ブラジル
- ゼッケン / 16

ブラジル・リオデジャネイロ出身のレーサー。機体の色は白/黄緑。
ブルーノ（Bruno）
ミゲルのチームのメカニックのフォークリフト。
イエローバート（Yellow Bird）
- 代表国  アメリカ合衆国
- ゼッケン / 17

アメリカ・ワイオミング州出身のレーサー。機体の色は黄色。ダスティが参加した予選を1位で突破し、本戦に勝ち進む。
コーリャ・イワノフ (Kolya Ivanov)
- 代表国  ロシア
- ゼッケン / 19

ロシア代表のレーサー。白い機体に赤/青/黒の国旗のラインが書かれているのが特徴。
ツバサ（翼、Tsubasa）
- 代表国  日本
- ゼッケン / 23

日本代表のレーサー。ダークブルーで小柄な機体に、日の丸マークが書かれているのが特徴。ダスティが参加した予選を2位で突破し、本戦に勝ち進む（予選シーンにいた日の丸マークが書かれた灰色で中柄な機体とは別人）。
カゲ（影、Kage）
ツバサのチームのメカニックのフォークリフト。
ファン・デル・ビルト（Van Der Bird）
- 代表国  オランダ
- ゼッケン / 55

オランダ出身のレーサー。複葉機で、機体の色はオレンジ。
ヒリス（Gillis）
ファン・デル・ヒルトのチームのメカニックのフォークリフト。
ブレント・マスタングバーガー（Brent Mustangburger）
『カーズ2』からのゲスト出演。RSN（レーシング・スポーツ・ネットワーク）のレース解説役のキャスター。第2作でも冒頭ダステイにインタビューをするシーンがある。
コリン・カウリング（Colin Cowling）
空中からレース中継をするRSNの飛行船。
ローパー（Roper）
繰り上げ予選通過したダスティに文書を渡しに来たレース競技委員のフォークリフト。皮肉屋で片田舎まで来た事に散々愚痴をこぼし、またレースに敗北しオイル塗れになったリップスリンガーに対しても皮肉っていた。

#### ジョリー・レンチ隊のメンバー
エコー（Echo）、ブラボー（Bravo）
ジョリー・レンチ隊所属の戦闘機。モデルはF/A-18E スーパーホーネット。赤いヘルメットがエコーで、シルバーに青ラインが入ったヘルメットがブラボー。太平洋上で迷子になっていたダスティを発見し、フライゼンハワーまで誘導している。
冒頭のダスティの夢の中でもヘルメットが黄色いものの同型機が登場。また、同型のキャラクターが『カーズ』や『カーズトゥーン メーターの世界つくり話』（曲技飛行隊「ファルコンホークス」のメンバー）にも登場している。『プレーンズ MovieNEX』には大佐と呼ばれた黄色いヘルメットのタイプも登場。
フライゼンハワー（Flysenhower）
ジョリー・レンチ隊所属の航空母艦。モデルはニミッツ級航空母艦「ドワイト・D・アイゼンハワー」。艦番号は「CVN-81」。艦内には歴代のジョリー・レンチ隊メンバーの写真が飾られている。
映画本編では意思のあるシーンは描かれていないが、ゲーム等では喋っている。

#### その他の登場人物
フランツ/フォン・フリーゲンホーセン（Franz/Von Fliegenhosen）
自動車から飛行機に変形できるエアロカー。自動車形態の「フランツ」と飛行機形態の「フリーゲンホーセン」では口調と性格がガラリと変わる。レース専用機ではないダスティが活躍しているのを見てファンになった。彼の助言が農薬タンクを外すことを躊躇っていたダスティを後押しすることになる。
ショートムービー『プレーンズMovieNEX ミュージカル・シーン：フランツの歌』では本編にはない歌うシーンがある。
ヘクター・ベクター（Hector Vector）
メキシコの沿岸警備隊所属のヘリコプター。墜落し太平洋上に沈没したダスティをサルベージした。モデルは UH-60
プラマス（Pramath）
ヒマラヤ山脈の鉄道で働いている蒸気機関車。トンネルの入り口で、イシャーニに騙されて線路沿いを辿ってきたダスティとぶつかりそうになって、仰天する。
テンジン（Tenzin）
ネパールのチベットに住む僧侶のオート三輪。1位でネパールに着いたダスティを優しく出迎えた。
アレハンドロ（Alejandro）
中国の上海でマリアッチを演奏する楽団のうちの1人。ロシェルにセレナーデを歌おうとしたエル・チュパカブラに頼まれて、仲間と伴奏を担当した。
ハーランド（Harland）
本選出場直前にダスティが間違ってジョン・F・ケネディ国際空港に着陸した際にレース受付会場を（ややこしい道順で）教えた旅客機牽引車（トーイングカー）。
声を充てているジョン・ラッツェンバーガーは『トイ・ストーリー』以降全ピクサー作品に出演している。
フォンツァレッリ（Fonzarelli）
- 代表国  アメリカ合衆国
- ゼッケン / 8

ダスティが参加した予選に出場した黄色い飛行機。予選では5位になり、6位で予選落ちしてがっかりしていたダスティに「6位でも立派だったし、良い飛行だった」と褒めていた。しかし、後で違反燃料である添加剤ニトロメタンを使っていた事がばれてしまい失格になり、ダスティが繰り上げで5位になった。

### 第2作目に登場

#### ピストン・ピーク国立公園レスキュー隊のメンバー
ブレード・レンジャー（Blade Ranger）
- 機体番号 / 301

ピストン・ピーク国立公園レスキュー隊のチームリーダーである消防救助ヘリコプター。ホイスト（クレーン）を上手に扱い救助活動を行う。指導は厳しいが仲間を決して見捨てない力強い意思もある。過去、『白ヘリ野郎ブレード&ニック（CHoPs）』という刑事ドラマの主演ブレージン・ブレード・レンジャー（"Blazin" Blade Ranger）をしていたが、相棒のニックを助けられなかった後悔もあってレスキュー隊に転向した過去を持つ。
『白ヘリ野郎ブレード&ニック』は『白バイ野郎ジョン&パンチ（CHiPs）』のパロディ。
リル・ディッパー（Lil' Dipper）
- 機体番号 / 28

ピストン・ピーク国立公園レスキュー隊員のスーパースクーパー（水陸両用飛行機）。6,000リットルの水を掬い上げることができる。レーサーとしてのダスティを知っており熱烈にアタックする。前歴は貨物運搬。
ウィンドリフター（Windlifter）
- 機体番号 / 33

ピストン・ピーク国立公園レスキュー隊員の重量貨物ヘリコプター。コンテナ輸送や木材などを吊り下げることもできる。インディアン風で伝承に詳しい。
モデルはシコルスキー・スカイクレーン、カモフKa-26、ミルMi-10から。
キャビー（Cabbie）
- 機体番号 / 51

ピストン・ピーク国立公園レスキュー隊員で主にパラシュート隊を輸送する大型輸送機。元は軍用輸送機。
モデルはC-119。
パラシュート隊（The Smokejumpers）
現場に急行し火災の障害物の排除や退路確保を行う小型消火作業車達。
ダイナマイト（Dynamite）
- 車体番号 / 22

パラシュート隊女性リーダーの小型バギー。タフで元気いっぱい。
アバランチ（Avalance）
- 車体番号 / 55

ドーザーブレード搭載コンパクトトラックローダー。大声で話す癖を持つ。
ブラックアウト（Blackout）
- 車体番号 / 25

回転ノコギリ搭載ステアスキッドローダー。うっかり者。
パインコーン（Pinecone）
- 車体番号 / 10

レーキ器具搭載テレハンドラ。のんびり屋だが、現場ではきびきびと働く。
ドリップ（Drip）
- 車体番号 / 36

グラップル搭載コンパクトトラックローダー。気さくな性格で、ひっくり返ったりしても、平気でいられる。
マルー（Maru）
ピストン・ピーク国立公園レスキュー隊のベテラン修理工のフォークリフト。資金面に苦しいレスキュー隊で新品よりも丈夫というほどの修理腕を持ち、ドッティでさえ無理だったダスティのギアボックスの修理もやってのけた。
パッチ（Patch）
ピストン・ピーク国立公園レスキュー隊の管制塔詰めオペレーター担当のフォークリフト。レスキュー隊出動の際には、賑やかな音楽を掛けて、チームのムードを高める。

#### ピストン・ピーク国立公園関係者
キャド・スピナー（Cad Spinner）
2作目におけるディズニー・ヴィランズで、ピストン・ピーク国立公園の園長（オーナー）。中々人の名前を覚えない。フューセル・ロッジの利益を優先しレスキュー隊の資金の8割を流用、さらに山火事の際イベントを優先して避難誘導を故意に無視し、消火に充てる水をロッジのスプリンクラーに回すなど問題行動が多く、火災鎮火後デスバレーに左遷された。
モデルはキャデラック・エスカレード。
アンドレ（André）
ロッジのコンシェルジュ。消火設備にも詳しく客の避難誘導にも尽力したが、身勝手なキャドには手を焼いている。
ジャマー（Ol'Jammer）
ピストンピーク国立公園のボンネット付き小型ツアーバス。公園の動植物にも詳しく、ロッジの客の避難にも尽力した。火災鎮火後キャドの代わりに園長となる。
内務長官（The Secretary of the Interior）
ロッジリニューアルパーティに呼ばれた国の高官。実直な人で山火事の際にも救助に尽力し、役立たずだったキャドを左遷させた。
モデルは1968年製フォード・ブロンコ。
プラスキ（Pulaski）
ピストンピーク国立公園の黄色い消防車。山火事の際には身体を張って救助に尽力した。
名前の由来は1901年アイダホ大火災での伝説の消防士、エドワード・プラスキより。
レイク（Rake）
プラスキの消防助手を担当するフォークリフト。
ハーヴィ & ウィニー（Harvey and Winnie）
老夫婦のキャンピングカー。2人の思い出の地オーガリン・キャニオンに来たが山火事に巻き込まれる。
ミューア（Muir）
ピストンピーク国立公園鉄道で働いている蒸気機関車。

#### その他の登場人物
メーデー（Mayday）
プロップウォッシュ・ジャンクション唯一の老消防車。昔は輝かしい勲章も貰う優秀な消防士だったが、現在は眼鏡をかけないとみえずホースも穴だらけの老朽車。空港の火災は鎮火させたもののTMSTから消防設備の整備と副消防士の着任がないと空港を閉鎖すると勧告される。消防士の資格を取るというダスティに旧友であるブレード・レンジャーを紹介した。ラスト、ドッティ達によって新車のようにリニューアルされている。
映画2に先行してショートムービー『プレーンズ MovieNEX 憧れのレーサーたち〜ダスティ〜』に登場シーンがある。
ライカー（Ryker）
TMST（Transportation Management Safety Team）職員の大型作業車。メーデーに空港閉鎖勧告をする。
カーツ（Kurtz）
ライカーとコンビを組んでいるTMSTの書記官のフォークリフト。
ニック・ルーピン・ロペス（Nick "Loopin'" Lopez）
ドラマ『白ヘリ野郎ブレード&ニック』でブレード・レンジャーの相棒だった俳優のヘリコプター。事故で亡くなっている。
オリジナルの声優は『白バイ野郎ジョン&パンチ』のパンチ役であったエリック・エストラーダが担当した。
ペギー（Peggy）
『白ヘリ野郎ブレード&ニック』に出演していたピンク色の小型乗用車。火災現場に取り残されたところを、ブレードとニックに助けられた。ピンタ（Pinta）という双子の妹がいる。

## キャスト（声の出演）
| 役名                         | 原語版声優                       | 日本語吹替                                         |
| ---------------------------- | -------------------------------- | -------------------------------------------------- |
| ダスティー・クロップホッパー | デイン・クック                   | 瑛太                                               |
| スキッパー・レイリー         | ステイシー・キーチ               | 本編：石田太郎 劇場予告編：土師孝也 TVCM：菅生隆之 |
| チャグ                       | ブラッド・ギャレット             | 天田益男                                           |
| ドッティ                     | テリー・ハッチャー               | 甲斐田裕子                                         |
| スパーキー                   | ダニー・マン                     | 河本邦弘                                           |
| エル・チュパカブラ           | カルロス・アラズラキ             | 井上芳雄                                           |
| リップスリンガー             | ロジャー・クレイグ・スミス       | 森田順平                                           |
| ロシェル/サクラ（日本版）    | ジュリア・ルイス＝ドレイファス   | 仲里依紗                                           |
| イシャーニ                   | プリヤンカー・チョープラー       | 小林沙苗                                           |
| ブルドッグ                   | ジョン・クリーズ                 | 白熊寛嗣                                           |
| ネッド&ゼッド                | ガブリエル・イグレシアス         | 我孫子令                                           |
| レッドボトム                 | セドリック・ジ・エンターテイナー | 塾一久                                             |
| ブレント・マスタングバーガー | ブレント・マスバーガー           | 中村秀利                                           |
| コリン・コウリング           | コリン・カワード                 | 花輪英司                                           |
| ブラボー                     | ヴァル・キルマー                 | 山口智充                                           |
| エコー                       | アンソニー・エドワーズ           | 中田隼人                                           |
| ローパー                     | シンバッド                       | 大川透                                             |
| フランツ                     | オリヴァー・カルコフィ           | 林勇                                               |
| フリーゲンホーセン           | オリヴァー・カルコフィ           | 間宮康弘                                           |
| ハーランド                   | ジョン・ラッツェンバーガー       | 立木文彦                                           |
| ジェット                     |                                  | 風間秀郎 加藤拓二                                  |
| フォンツァレッリ             |                                  | 鈴木琢磨                                           |
| ジグソー2                    | ケン坊田中                       |                                                    |
| タイマー                     | 松島昭浩                         |                                                    |
| フォークリフト               | 新田英人 寺島惇太                |                                                    |
| JFK管制塔                    | 根本泰彦                         |                                                    |
| タグカー                     | 落合佑介                         |                                                    |
| 赤いピットカー               | 遠藤綾                           |                                                    |
| 黄色ピットカー               | 丸田光                           |                                                    |
| 審判                         | 金光宣明                         |                                                    |
| スカイカメラ                 | 林和良                           |                                                    |
| ビアメイド                   | 品田美穂                         |                                                    |
| 女リポーター                 | 田中晶子                         |                                                    |
| 女ピットカー                 | 野一祐子                         |                                                    |
| 空母ピットカー               | 萩沢俊彦                         |                                                    |
| 船長                         | 佐藤祐四                         |                                                    |
| シュータータグカー           | 古屋家臣 鈴木幸二                |                                                    |

## 製作
ピクサーは製作に関与していないが、ピクサーおよびウォルト・ディズニー・アニメーション・スタジオのチーフ・クリエイティヴ・オフィサーで『カーズ』および『カーズ2』の監督であるジョン・ラセターが製作総指揮を務めている。
2011年8月20日のD23エキスポでジョン・クライヤーが主人公のダスティーの声を務めることが発表された。しかしながらクライヤーは後に降板し、デイン・クックが後任となった。クライヤーの声をクックのものに録り直したティザー予告編は2013年2月27日に公開された。
アニメーション制作は、『ティンカー・ベル』（2008年）のアニメーションを手がけたCG制作会社Prana Studiosが担当した。

## 公開
当初北米ではオリジナルビデオとして2013年秋に発売し、ヨーロッパでは劇場公開予定であったが、ディズニーは後に北米でも劇場公開することに決定した。オリジナルビデオの予定だったものが劇場公開になった例としては『Doug's First Movie』（1999年）、『ティガー・ムービー プーさんの贈りもの』（2000年）がある。またディズニートゥーン・スタジオの映画が北米で劇場公開されるのは『くまのプーさん ザ・ムービー/はじめまして、ランピー!』（2005年）以来である。
プレミア上映は2013年8月2日にウィスコンシン州オシュコシュで開かれるEAA エアベンチャー・オシュコシュにて行われた。
吹き替え版でスキッパー・レイリー役は石田太郎が務めたが、2013年9月21日に死去したため、本作が遺作となる。

## 批評家の反応
2013年8月9日時点でRotten Tomatoesでは51件のレビューで支持率は25%となっている。またMetacriticでは23件のレビューで加重平均値は37/100となっている。

## コンピュータゲーム
ディズニー・インタラクティブは本作を原作としたコンピュータゲーム『Disney's Planes』を2013年8月6日に発売する。プラットフォームは米国のWii U、Wii、ニンテンドー3DS、ニンテンドーDSである。日本ではひかりTVゲームから配信された。

## プレーンズ2/ファイアー&レスキュー
第2作『プレーンズ2/ファイアー&レスキュー』が、2014年7月19日に日本/米同時公開。舞台がレースから山岳レスキュー活動に場を移し、ダスティがレスキューの資格を取るまでが描かれる。
トイざらス、ベビーざらスで関連商品を購入した人にカーズ・ショートムービー「闘牛士メーター」「メーター・ザ・スタントカー」の配信カードがプレゼントされた（キャンペーン特設サイトにアクセスしギフトコードを入力）。

### キャスト（声の出演/プレーンズ2）
| 役名                                          | 原語版声優                       | 日本語吹替                  |
| --------------------------------------------- | -------------------------------- | --------------------------- |
| ダスティー・クロップホッパー                  | デイン・クック                   | 瑛太                        |
| ディッパー                                    | ジュリー・ボーウェン             | 近藤春菜 （ハリセンボン）   |
| パインコーン                                  | コリー・イングリッシュ           | 箕輪はるか （ハリセンボン） |
| ブレード・レンジャー                          | エド・ハリス                     | 金尾哲夫                    |
| メーデー                                      | ハル・ホルブルック               | 山野史人                    |
| キャド・スピナー園長                          | ジョン・マイケル・ヒギンズ       | 小形満                      |
| マルー                                        | カーティス・アームストロング     | 後藤哲夫                    |
| ウィンドリフター                              | ウェス・ステューディ             | 山野井仁                    |
| ダイナマイト                                  | レジーナ・キング                 | 喜田あゆ美                  |
| ドリップ                                      | マット・ジョーンズ               | 駒谷昌男                    |
| ブラックアウト                                | ブライアン・カレン               | 白熊寛嗣                    |
| アバランチ                                    | ダニー・パルド                   | 新田英人                    |
| ハーヴィ                                      | ジョリー・スティラー             | 磯辺万沙子                  |
| ウィニー                                      | アン・メアラ                     | 仲野裕                      |
| ジャマー                                      | バリー・コービン                 | 北川勝博                    |
| スキッパー・レイリー                          | ステイシー・キーチ               | 銀河万丈                    |
| チャグ                                        | ブラッド・ギャレット             | 天田益男                    |
| ドッティ                                      | テリー・ハッチャー               | 甲斐田裕子                  |
| スパーキー                                    | ダニー・マン                     | 河本邦弘                    |
| レッドボトム                                  | セドリック・ジ・エンターテイナー | 塾一久                      |
| ブレント・マスタングバーガー                  | ブレント・マスバーガー           | 中村秀利                    |
| キャビー                                      | デイル・ダイ                     | 佐藤美一                    |
| 内務長官                                      | フレッド・ウィラード             | 石住昭彦                    |
| プラスキー                                    | パトリック・ウォーバートン       | 長克巳                      |
| ライカー                                      | ケビン・マイケル・リチャードソン | 斉藤次郎                    |
| ニック・ルーピン・ロペス                      | エリック・エストラーダ           | 志村知幸                    |
| 「白ヘリ野郎ブレード&ニック」番組ナレーション | なし                             | 古川登志夫                  |
| ブロディ                                      | ジョン・ラッツェンバーガー       | 立木文彦                    |
| パッチ                                        |                                  | 加藤有生子                  |
| コンシェルジュ                                |                                  | 多田野曜平                  |
| バーバラ                                      |                                  | 品田美穂                    |
| 男子ファン2                                   |                                  | 佐藤せつじ                  |
| トラック2                                     |                                  | 松島昭浩                    |
| 男市民1                                       |                                  | 古屋家臣                    |
| 男市民2                                       |                                  | 丸田光                      |
| 女ピント1                                     |                                  | 矢野亜沙美                  |
| 管制塔                                        |                                  | 中村章吾                    |
| 女自動車                                      |                                  | 土井真理                    |
| コスプレ少女                                  |                                  | 森千晃                      |
| カメラマン                                    |                                  | 細谷カズヨシ                |
| ウェートレス                                  |                                  | 野一祐子                    |
| 女ゲスト②                                     |                                  | 柴田浩味                    |

### スタッフ（プレーンズ2）
- 監督 - ボブス・ガナウェイ
- 製作 - フェレン・バロン、p.g.o
- 製作総指揮 - ジョン・ラセター
- 原案&脚本 - ボブス・ガナウェイ、ジェフリー・M・ハワード
- 音楽 - マーク・マンシーナ